# Az év labdarúgója a Serie A-ban
Az év labdarúgója a Serie A-ban díjat minden évben az „Oscar del calcio” rendezvényen osztja ki az Olasz labdarúgó-szövetség a Serie A legjobb játékosának.

## Eddigi díjazottak
| Év   | Labdarúgó                    | Klub          |
| ---- | ---------------------------- | ------------- |
| 1997 | Roberto Mancini              | Sampdoria     |
| 1998 | Ronaldo                      | Inter         |
| 1999 | Christian Vieri              | Lazio         |
| 2000 | Francesco Totti              | Roma          |
| 2001 | Zinédine Zidane              | Juventus      |
| 2002 | David Trezeguet              | Juventus      |
| 2003 | Pavel Nedvěd Francesco Totti | Juventus Roma |
| 2004 | Kaká                         | Milan         |
| 2005 | Alberto Gilardino            | Parma         |
| 2006 | Fabio Cannavaro              | Juventus      |
| 2007 | Kaká                         | Milan         |
| 2008 | Zlatan Ibrahimović           | Inter         |
| 2009 | Zlatan Ibrahimović           | Inter         |
| 2010 | Diego Milito                 | Inter         |
| 2011 | Zlatan Ibrahimović           | Milan         |
| 2012 | Andrea Pirlo                 | Juventus      |
| 2013 | Andrea Pirlo                 | Juventus      |
| 2014 | Andrea Pirlo                 | Juventus      |
| 2015 | Carlos Tévez                 | Juventus      |
| 2016 | Leonardo Bonucci             | Juventus      |
| 2017 | Gianluigi Buffon             | Juventus      |
| 2018 | Mauro Icardi                 | Inter         |
| 2019 | Cristiano Ronaldo            | Juventus      |
| 2020 | Cristiano Ronaldo            | Juventus      |
| 2021 | Romelu Lukaku                | Inter         |
| 2021 | Rafael Leão                  | Milan         |